# Александер, Джеймс Эдвард
Сэр Джеймс Эдвард Александер (англ. James Edward Alexander;  16 октября 1803[…], Стерлинг — 2 апреля 1885, Райд, Юго-Восточная Англия) —  шотландский путешественник, военный писатель, генерал-майор.

## Биография
Александер родился 16 октября 1803 года в Стирлинге, он потомок древнего шотландского дворянского рода, родоначальник которого некогда носил титул графа Стирлинга. 
Пройдя курс военных наук в Королевской военной академии в Сандхёрсте, он участвовал в 1825 году в Первой англо-бирманской войне. В 1829 году, числясь при русской армии в главной квартире генерала И. И. Дибича, совершил кампанию против турок. В 1834 году сражался в Португалии за интересы императора Педру I.

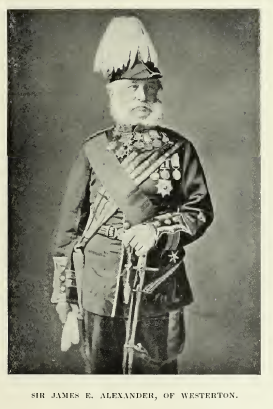
Портрет 1880 года

Числясь в английском гарнизоне, стоявшем в Капской колонии, он предпринял исследовательское путешествие к северу от Оранжевой реки, посетив при этом малоизвестное до тех пор племя дамарасов. Свои приключения он изложил в сочинении «Expedition of Discovery into the Interior of Africa» (2 т., Лондон, 1838).
Описание прежних его путешествий и приключений находятся в «Travels from India to England» (Лондон, 1827), «Travels through Russia and the Crimea» (Лондон, 1830) и в «Sketches in Portugal» (Лондон, 1835).
В 1849 году он принял участие в усмирении восстания в Канаде. 
В Крымскую войну командовал в 1854 году в чине подполковника 15-м пехотным полком, с которым участвовал в осаде Севастополя.
Произведенный в октябре месяце 1858 году в полковники, он сражался в 1863 году в Новой Зеландии против племени маори. 
В 1875 году отправился в Египет с целью принять участие в приготовлениях к отправке в столицу Великобритании «Иглы Клеопатры» (обелиска Тутмоса III).
Сэр Джеймс Эдвард Александер скончался 2 апреля 1885 года на острове Уайт.

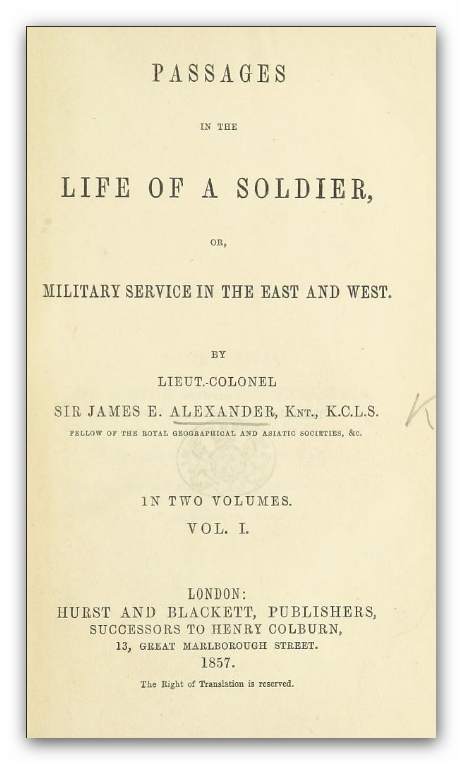
Life of a soldier, обложка издания 1857 года, Лондон